# Pedro (patricio)
Pedro (en griego: Πέτρος) fue un alto comandante militar bizantino de principios del siglo IX, que posteriormente se convirtió en monje y fue canonizado por la Iglesia. Se le venera el 1 de julio.

## Biografía
Pedro es conocido únicamente por sus menologios. Era hijo del patricio Constantino, quien, según el Synaxarium Constantinopolitanum, ocupaba el cargo de strategos. Pedro nació durante el reinado conjunto de Irene de Atenas y su hijo Constantino VI (r. 780-796).
Pedro también ostentaba el rango de patricio y sirvió como doméstico de las escolas del regimiento de élite Scholai durante el reinado de Irene de Atenas (r. 797-802 ) y como comandante del regimiento Hikanatoi bajo su sucesor, Nicéforo I (r. 802-811) Luchó en la batalla de Pliska en 811 y fue hecho prisionero junto con otros cincuenta oficiales por los búlgaros. Pedro logró escapar «milagrosamente» gracias a la ayuda de Juan de Patmos y se convirtió en monje en el Olimpo de Bitinia, junto con Juanicio el Grande, con quien convivió como discípulo suyo durante 34 años. Tras la muerte de Joanicio en 846, Pedro regresó a Constantinopla, donde construyó una iglesia en el barrio de ta Evandrou. Vivió en una cabaña cercana y murió ocho años después, el 1 de julio de 854. La veracidad de su vida después de 811 ha sido cuestionada por John Wortley, quien considera su vida monástica una leyenda.
Rodolphe Guilland sugirió una identidad con un patricio del mismo nombre, mencionado en la historia de Teófanes el Confesor, quien participó en el derrocamiento de Irene en 802 y quien en 809 apaciguó un motín del ejército contra Nicéforo. Sin embargo, Teófanes afirma que esta persona murió en Pliska.